# Zaputala bourgoini
Zaputala bourgoini är en insektsart som beskrevs av Alexander Fyodorovich Emeljanov 2008. Zaputala bourgoini ingår i släktet Zaputala och familjen Dictyopharidae. Inga underarter finns listade i Catalogue of Life.